# Espada de Sæbø
La espada de Sæbø (también conocida como espada Thurmuth) es una espada vikinga de principios del siglo IX, encontrada en un túmulo en Sæbø, Vikøyri, en la región noruega de Sogn, en 1825. Ahora se encuentra en el Museo de Bergen en Bergen, Noruega.
La espada tiene una inscripción en su hoja, que ha sido identificada como una inscripción rúnica que incorpora un símbolo de esvástica por Stephens (1867). La hoja está mal conservada y la inscripción es apenas legible, pero si la interpretación de Stephens es correcta, la espada sería un ejemplo único de una espada de la era vikinga con una inscripción de hoja rúnica.

## Descripción

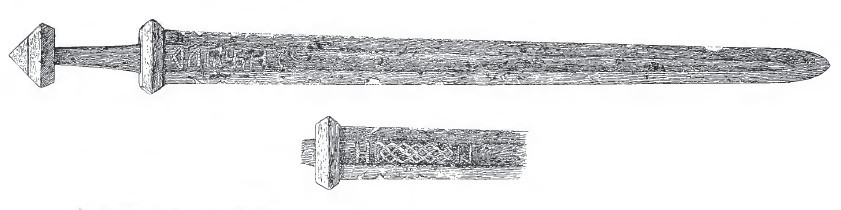
Dibujo de George Stephens de la espada de Sæbø y detalle de decoración con incrustaciones en el reverso

La espada en sí está clasificada como 'Tipo C' de acuerdo a la tipología de Petersen (1919), quien señala que es una espada única pues muestra restos de un hilo de metal en los lados anchos de la empuñadura superior, en comparación con otros especímenes del tipo que muestran crestas horizontales o bordes que sobresalen, o menos comúnmente rayas forjadas incrustadas o molduras que sobresalen que parecen ser imitaciones de hilo torcido o liso.

## Inscripción

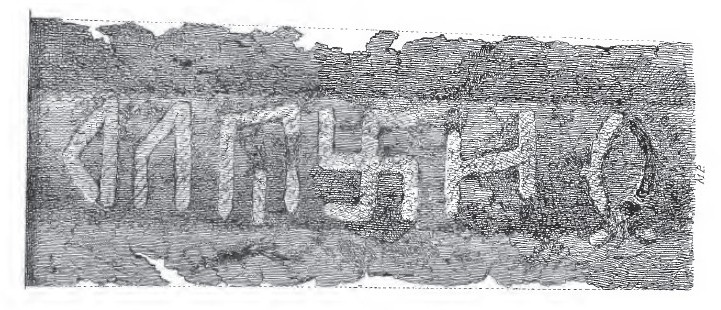
Dibujo de la inscripción publicado por Stephens.

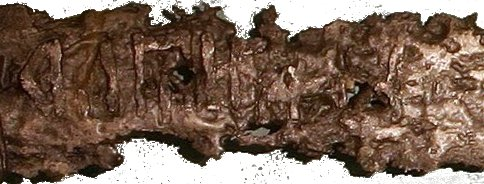
Restos de la inscripción tal como se exhiben en el Museo de Bergen

La espada fue descrita en 1867 por George Stephens, un arqueólogo y filólogo inglés que se especializó en las inscripciones rúnicas de Escandinavia, en su libro Handbook of the Old-Northern Runic Monuments of Scandinavia and England. En este trabajo mostró un dibujo de la espada con una inscripción muy clara compuesta por cinco runas o letras parecidas a runas con un símbolo de esvástica en el medio. Según Stephens, la inscripción dice oh卍muþ de derecha a izquierda. Interpretó la esvástica como si se usara en escritura jeroglífica para representar la sílaba þur del dios Thor, y por lo tanto amplió la lectura a oh Þurmuþ que significa "Propietario [de mí], Thurmuth". Esta lectura se inspiró en la idea de que la esvástica se usaba como símbolo de Thor (más precisamente, del martillo de Thor) en el paganismo nórdico de la era vikinga. Fue el tema de discusión académica en el Congreso Internacional de Antropología y Arqueología Prehistórica en Budapest en 1876, donde la opinión predominante fue que la esvástica significaba "bendición" o "buena suerte".
En 1889, en una reseña de un libro de A. L. Lorange, Stephens notó que la espada había sido tratada con ácido mientras estaba en el Museo Danés, lo que causó que la espada y su inscripción resultasen gravemente dañadas y, en consecuencia, la inscripción se muestra en una placa coloreada en el libro de Lorange era indescifrable.